# Chuck Hughes
(en) Statistiques sur pro-football-reference
Charles Frederick « Chuck » Hughes (né le 2 mars 1943 à Philadelphie et mort le 24 octobre 1971 à Détroit) est un joueur américain de football américain évoluant au poste de wide receiver. Il est le seul joueur de la NFL à avoir trouvé la mort en plein match.

## Carrière

### Université
Bien qu'il soit né en Pennsylvanie, Hughes est de parents texans. Il fait ses études à la Abilene High School de Abilene dans le Texas.
Il entre à l'université en 1964 et bat, par la suite, de nombreux records comme celui du plus grand nombre de réceptions dans un match en 1965 contre l'Arizona ainsi que la meilleure moyenne de verges parcourus dans un match contre l'université du Nord du Texas en 1965 avec 34,9.

### Professionnel

#### Eagles de Philadelphie
Malgré ses performances au niveau universitaire, Hughes est drafté au quatrième tour par les Eagles de Philadelphie. Lors de sa première saison, il ne reçoit aucun ballon en neuf matchs joués. En 1968, il est moins utilisé et joue neuf rencontres, recevant ses trois premiers ballons en NFL. La saison 1969 est similaire et il est échangé aux Lions de Detroit avant le début de la saison 1970.

#### Lions de Detroit
Lors de la saison de son arrivée, il joue son plus grand nombre de matchs dans une saison avec treize, recevant treize ballons et faisant une moyenne de 20,3 verges par réception.

## Décès
Le 24 octobre 1971, les Lions de Détroit reçoivent dans leur Tiger Stadium, les Bears de Chicago. Une passe destinée à Chris Sanders, le receveur rapproché des Lions, n'avait pas été réussie et Hughes, ne faisant partie de l'action, revenait en arrière pour jouer le prochain snap. Mais alors qu'il revenait, il s'effondre sur la ligne des 15 verges adverses alors que personne ne l'a touché. La première pensée à la vue de cette chute fut que Chuck simulait une blessure pour arrêter l'horloge ; mais c'est le linebacker des Bears Dick Butkus, affolé, qui appela les soigneurs sur le terrain.
Il fut évacué du stade et ne put être réanimé. Avant de quitter le stade, ses coéquipiers furent informés du décès du wide receiver. La cause de la mort est un durcissement des artères mais l'hypothèse du dopage est vite écartée car des personnes de sa famille avait eux aussi des problèmes cardiaques.
Quelques jours plus tard, il est enterré à San Antonio. Lors de la cérémonie, ses quarante coéquipiers ainsi que l'entraîneur Joe Schmidt furent présents. Il laisse derrière lui sa femme Sharon Leah et son fils, âgé en ce temps de vingt-trois mois, Brendan.
Les Lions de Détroit retirèrent, par la suite, le numéro #85 de leurs effectifs. 
Hughes ne reçoit que quinze ballons durant sa carrière professionnelle et ne marque aucun touchdown.

## Controverse
En 1972, sa veuve Sharon Leah porte plainte contre l'hôpital Henry Ford pour ne pas avoir diagnostiqué une malformation après qu'il se fût fait hospitaliser pour des douleurs dans la poitrine. Le 3 octobre 1974, le procès prend fin, l'hôpital est reconnu coupable mais la somme versée à Leah ne fut pas communiquée.